# 6525 Ocastron
6525 Ocastron (1992 SQ2) là một tiểu hành tinh vành đai chính được phát hiện ngày 20 tháng 9 năm 1992 bởi J. B. Child ở Ford.